# Forteresse de San Martino
La forteresse médicéenne de San Martino (en italien : Fortezza Medicea di San Martino)  est située à San Piero a Sieve dans la commune de Scarperia et San Piero (ville métropolitaine de Florence) en Toscane,.
Elle se trouve dans la Mugello, au nord de Florence. Avec environ 1,5 km de périmètre et une superficie de 65 000 m2, elle est l'une des plus grandes forteresses extra-urbaines d'Europe, surpassée seulement par la Forteresse de Fenestrelle et la forteresse de San Ferran à Figueras (Espagne), bien que ces complexes soient beaucoup plus récents.

## Historique
La forteresse se trouve dans un périmètre polygonal, comprenant des remblais et sept bastions. A l'intérieur se trouve une chapelle et le donjon (appelé il cavaliere a cavallo), 
avec des maisons pour les troupes du grand-duc de Toscane. La forteresse a été construite par Cosme Ier de Toscane à partir du 30 juin 1569, sur la base d'un projet de Baldassarre Lanci et sa construction a ensuite été achevée par Simone Genga et Bernardo Buontalenti. La première pierre fut posée avec une grande célébration et procession et elle fut bénie par Giovanni di Galeozzo Farolfi, curé de San Piero a Sieve. Mais les travaux prirent beaucoup de temps, compte tenu également de l'ampleur des travaux, qui ne furent terminés qu'en 1608, sous le règne de Ferdinand Ier de Médicis.
La colline de San Martino fut creusée et excavée et donc complètement déformée par rapport à sa forme originale et aux terrains. Les terrassements retirés de la colline ont été descendus dans la vallée pour construire les remblais des routes d'accès. La seule structure antérieure qui a été sauvée des travaux de terrassement était la chapelle qui se trouve encore aujourd'hui dans la partie la plus haute de la colline.

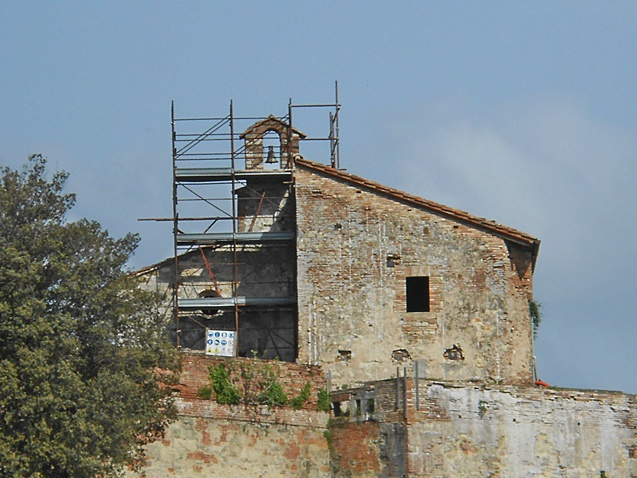
La chapelle et le murs du donjon.

La forteresse de San Martino est considérée à juste titre comme l'une des fortifications les plus étendues et surtout les plus complexes d'Italie et d'Europe de tous les temps, c'est pratiquement une colline fortifiée car ses bastions s'adaptent parfaitement à la conformation du terrain. Il présente un plan irrégulier, bien que très proche de la forme d'un rectangle, renforcé par neuf bastions, les bastions jumeaux nord-ouest et sud-est, et deux portes principales : la Porta Fiorentina au sud et la Porta Bolognese au nord. À l'intérieur de l'immense enceinte, constituée de murs-rideaux d'escarpements en terre cuite, se dresse le donjon, essentiellement un fort plus petit, également de forme irrégulière à cinq côtés, et équipé de murs de bastion. Sa position est proche de la Porta Fiorentina, sur le devant où les risques d'attaque étaient censés être moindres. À l’intérieur, une grosse cloche  servait de signal.
Le complexe surplombe une colline qui descend sur la Sieve ; son but était de défendre Florence et elle était équipée de systèmes efficaces pour résister aux sièges, tels que des citernes, des entrepôts de nourriture et d'armes, des casemates, des cuisines, des moulins à vent, des armureries et des fours pour fondre les canons. Il pouvait contenir jusqu'à 2 000 soldats et, grâce à ces mesures, tenir un siège pendant plusieurs mois. La montagne sur laquelle elle se trouvait était traversée par un passage souterrain secret qui menait à la rivière, pour pouvoir amener les chevaux à l'eau en cas de siège (il est aujourd'hui encore en partie reconnaissable).
En regardant cet ouvrage, on peut penser à la forteresse de Poggio Imperiale à Poggibonsi, mais pour San Martino nous ne sommes pas confrontés à une ville, mais à un complexe purement militaire capable de contenir une armée entière dans un contexte non urbain. En outre, c'est avec cette forteresse que commence à changer le rapport entre le bâtiment et le paysage dans les ouvrages de défense statiques italiens : la tendance toujours croissante à abaisser la hauteur par rapport à l'extension horizontale pour offrir de moins en moins de façade aux tirs d'artillerie.

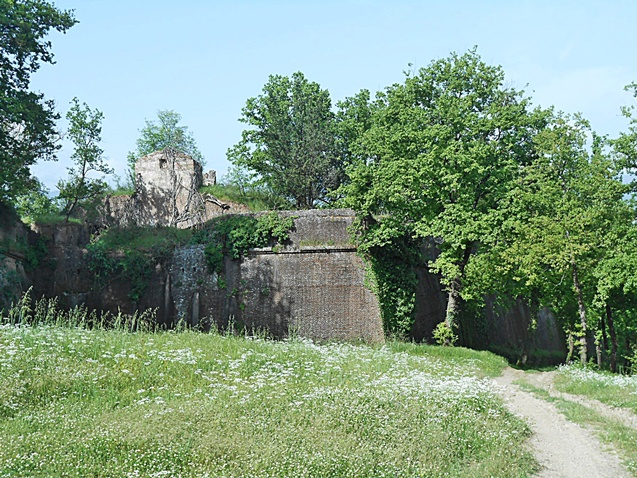
Un bastion de la forteresse.

Mais bientôt le grand-duché de Toscane a vu que sa fonction n'était plus inutile. Remodelée et restaurée à plusieurs reprises après le tremblement de terre de 1762, la forteresse de San Martino fut démobilisée en 1784 par Léopold Ier qui la jugea inutile et coûteuse, ayant cessé menaces d'invasion venant du nord. Les casernes ont été transformées en fermes et les agriculteurs de la région ont commencé à vivre à l'intérieur. Quelques années plus tard, à l'occasion de l'invasion française de la Toscane, une petite garnison militaire prit une dernière fois possession de la forteresse, transformant la plupart des canonnières pour les fusiliers. Depuis lors, la plus grande fortification de style Renaissance de Toscane a été abandonnée et transformée en ferme pour quelques familles de métayers.
Ce n'est que dans les années 1960/1970 qu'elle connut une période de renaissance puisqu'elle fut achetée par la famille Borghese et en partie restaurée par Piero Bargellini (it), maire de Florence lors des inondations, qui en fit sa résidence. Il entreprit un grand travail de nettoyage et de restauration, en particulier du donjon, son intention étant de rendre l'ancienne construction au public, mais à sa mort, la forteresse fut de nouveau abandonnée.
Aujourd'hui, le complexe ne peut être visité que depuis le chemin qui entoure les remparts, mais il a été acheté il y a quelques années par un entrepreneur qui procède à une restauration minutieuse de toutes les structures intérieures en vue de sa réouverture au public. Le 29 mai 2011, il a été rouvert au public pour des visites guidées dans ses murs et chaque année, il est ouvert pour des visites guidées du donjon.

## Galerie

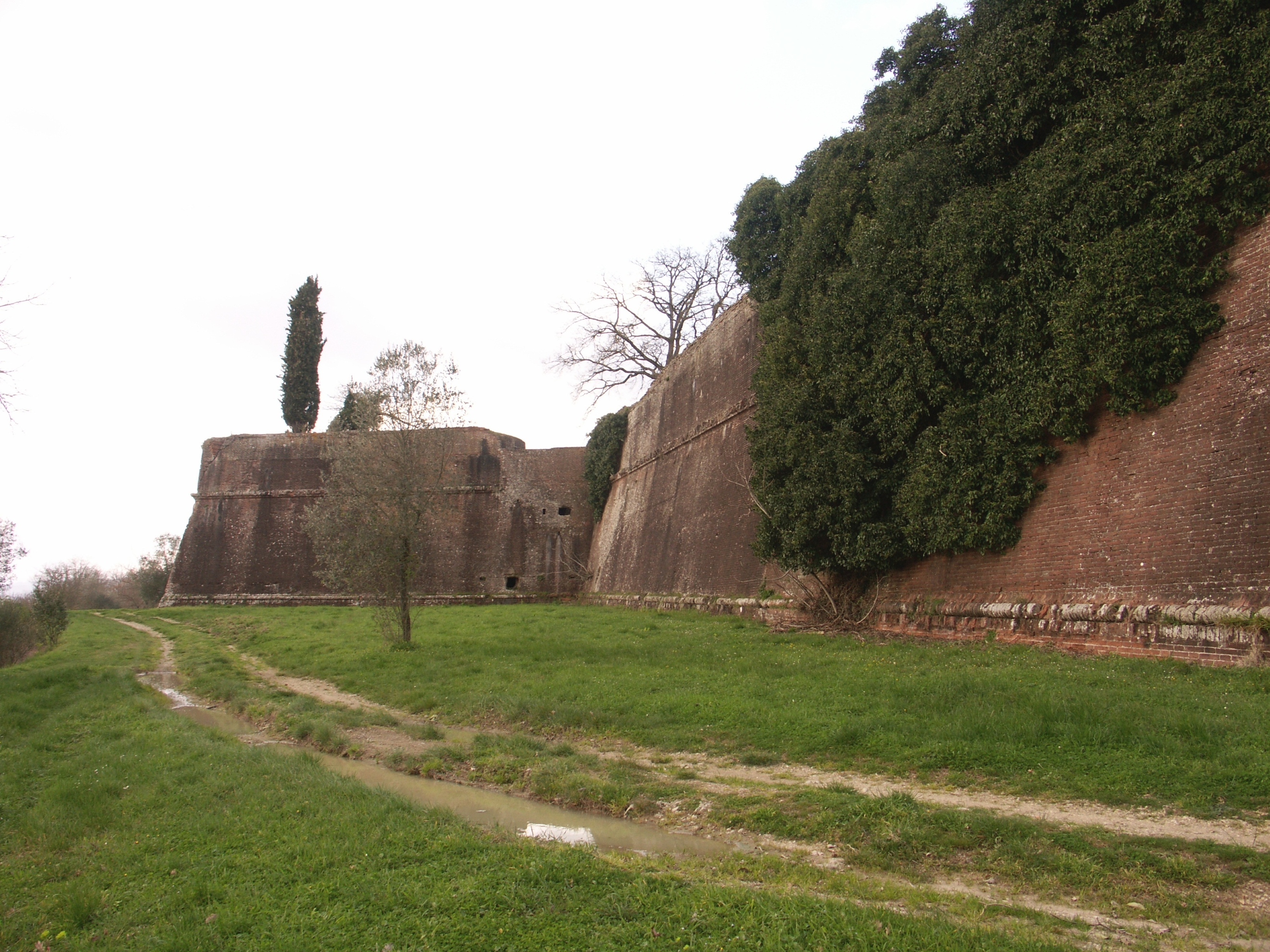
Vue de loin.
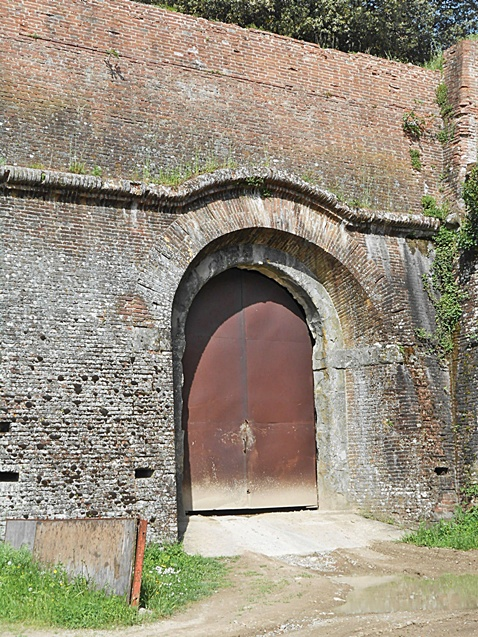
Entrée principale.
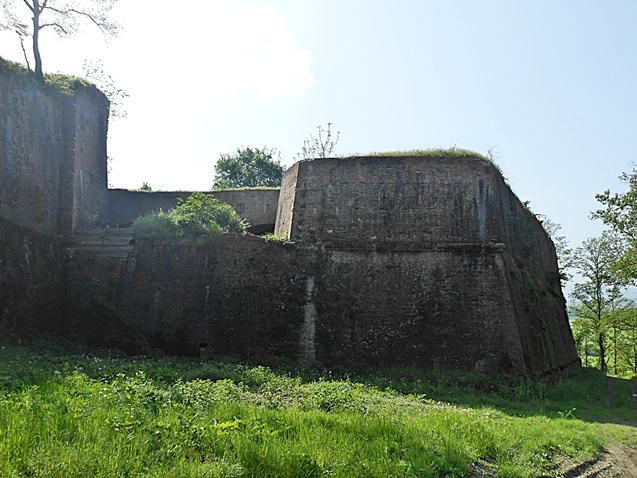
Cannonière.
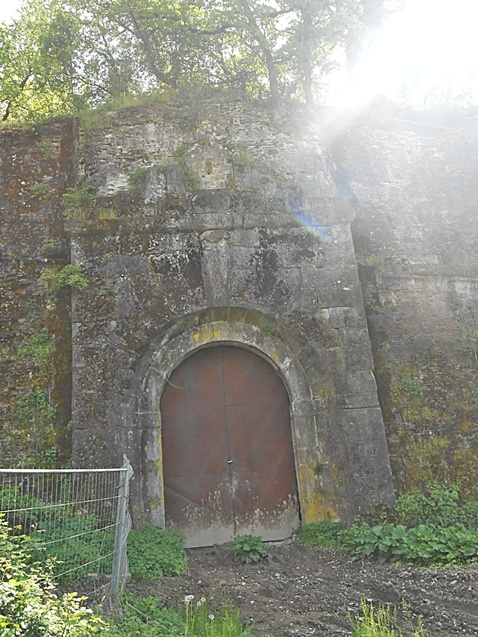
Porta Bolognese.
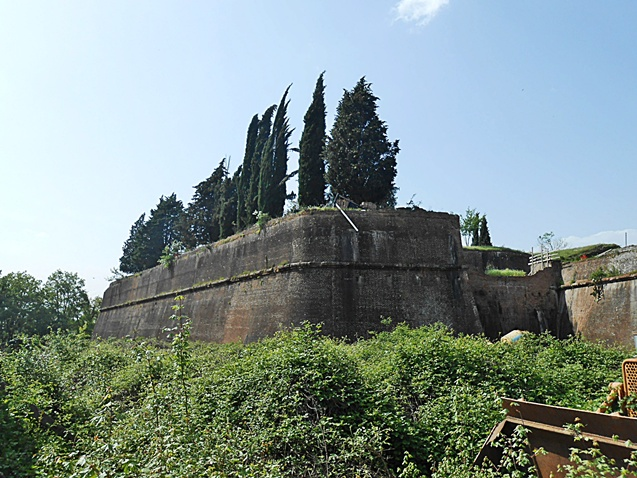
Bastion du sud.
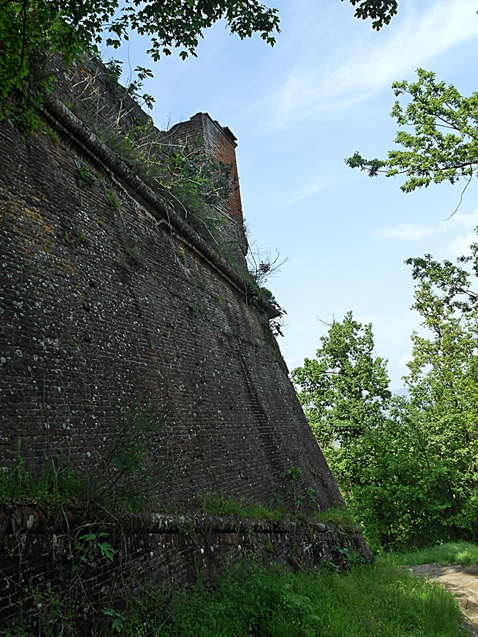
Tour de guet d'un bastion.
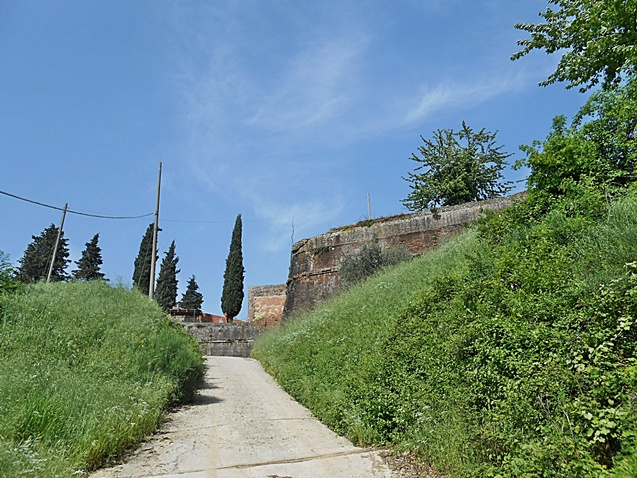
Route principale d'accès.